# Alajadzi
Alajadzi (en georgiano: ალახაძი; en abjasio: Алаҳаӡы, romanizado: Alajadzy; en armenio: Ալախաձ, romanizado: Alajadz; en ruso: Алахадзы, romanizado: Alajadzy) es un pueblo que pertenece a la parcialmente reconocida República de Abjasia, parte del distrito de Gagra, aunque de iure pertenece al municipio de Gagra de la República Autónoma de Abjasia de Georgia.

## Toponimia
El nombre Alajadzi en abjasio significa literalmente manantial de higo (en abjasio: Алаҳа, lit. 'higo'; en abjasio: Аӡыхь, lit. 'manantial').

## Geografía
Alajadzi se encuentra a orillas del mar Negro y está situado a 5 km al sur de Gagra. Limita con las localidades de Bzipi y Koljida en el norte; y con los municipios de Pitsunda y Lidzava en el sur y sureste, respectivamente.

### Clima
El clima en Alajadzi es subtropical mediterráneo húmedo, similar al de Gagra. Los veranos son cálidos (temperatura de agosto sobre 29 °C), los inviernos son templados (temperatura de enero sobre 11 °C) y la media anual es de 16,5 °C. Las precipitaciones (alrededor de 1400 mm/año) caen durante todo el año, principalmente en forma de lluvia.

## Historia
En la antigüedad, Alajadzi y sus alrededores eran un importante centros religioso en todo el oeste de Abjasia. Los antiguos abjasios que vivían en el valle alrededor del río Bzipi, iban a una higuera sagrada cerca del pueblo actual para realizar sacrificios y ceremonias por la lluvia, la cosecha o la salud. 
A principios de la Edad Media, Abjasia estuvo bajo la influencia bizantina y allí se adoptó el cristianismo. Una gran basílica fue construida en Alajadzi en el siglo VI y se ha conservado hasta el día de hoy. En los siglos siguientes, se establecieron en Alajadzi sedes comerciales italianas de Génova y las repúblicas venecianas, que funcionaron allí hasta los tiempos del Imperio otomano. En el siglo XIX, toda el área alrededor del curso bajo del río Bzipi era propiedad de la aristocrática familia Inal-Ipa.
En 1901, Alajadzi se convirtió en un nuevo hogar para el rico empresario y empresario Nikolai Igumnov, quien fue expulsado de Rusia porque enfureció al zar Nicolás II por celebrar un baile en su casa de Moscú mientras los invitados bailaban en el suelo salpicado de monedas de oro que representaban al zar. Después de su llegada, Igumnov compró 600 acres (aproximadamente 2,4 km²) de tierra en la costa y drenó el pantano local (plantando un bosque de eucaliptos y tejos). También construyó una pequeña fábrica para la producción de conservas de pescado y un pequeño palacio para sí mismo. En 1915, los armenios que huían del genocidio armenio comenzaron a llegar a Abjasia, y se reservó una gran porción de tierra fértil y ayuda financiera en Alajadzi (que principalmente llegaron de la provincia de Samsun).
Una vez que los bolcheviques gobernaron Abjasia a principios de la década de 1920, Igumnov se negó a emigrar a Francia con su familia y entregó sus granjas al estado. Continuó su trabajo como agrónomo para sovchoz III Internacional. Murió en 1924 y fue enterrado modestamente en su bosque de tejos. Aunque el poder comunista gobernante era entonces reacio a destacar las contribuciones de Igumen al pueblo y a la vecina Pitsunda, los lugareños todavía lo recuerdan hoy y el copropietario de uno de los hoteles hizo reparar su tumba. Después del establecimiento del poder bolchevique, las granjas más grandes fueron nacionalizadas y reorganizadas en el soviet III Internacional; se reorientaron hacia cultivos subtropicales como membrillo, fragancia, sorgo, limoncillo, tabaco, etc.. con mucho éxito económico. El pueblo fue uno de los más ricos de todo el oeste de Georgia hasta la guerra.
Después del final de la guerra en Abjasia, la población georgiana huyó de Alajadzi. Con el tiempo la granja local pudo recuperarse y la producción de cítricos, kiwi, laurel, laurel, eucalipto y muchas otras frutas continuó.

## Demografía
La evolución demográfica de Alajadzi entre 1926 y 2011 fue la siguiente:
| 1620                                                | 2874 | 1989 | 2876 |
| (Fuente: Population of Abkhazia since Soviet times) |      |      |      |

Según el censo de 1959, la mayoría de la población local eran armenios. La población ha tenido un incremento de población tras la guerra, principalmente por la llegada de abjasios para trabajar en el sector turístico. Actualmente la mayoría de la población son armenios, con minorías muy importantes de abjasios y más pequeñas de rusos; en el pasado los grupos étnicos más importantes eran armenios y georgianos. 
|              | 2011      | 2011       |
| Grupo étnico | Población | Porcentaje |
| ------------ | --------- | ---------- |
| Georgianos   | 185       | 6,4%       |
| Abjasios     | 894       | 31,1%      |
| Rusos        | 376       | 13,1%      |
| Ucranianos   | 33        | 1,1%       |
| Armenios     | 1308      | 45,5%      |
| Griegos      | 14        | 0,5%       |
| Total        | 2876      | 100%       |

## Economía
Debido a su buena ubicación entre Pitsunda y Gagra, el pueblo se ha convertido en un lugar popular para los amantes de las vacaciones rurales en familia. No tiene el bullicio de la ciudad y las comodidades urbanas, pero tiene una costa limpia y libre, el aire y el agua más limpios, una vista inolvidable del monte Mamdzishja y una variedad inimaginable de flora y fauna. En la temporada de verano se alquilan habitaciones y apartamentos en casas cercanas al mar, hay muchos mini-hoteles, además hay varios cafés y tiendas.

## Infraestructura

### Transporte
La carretera que conecta Rusia con Sujumi rodea el pueblo desde el lado norte y también hay una estación de tren.